# Vân Hòa (xã)
Vân Hòa là một xã thuộc huyện Ba Vì, thành phố Hà Nội, Việt Nam